# Asura conferta
Asura conferta là một loài bướm đêm thuộc phân họ Arctiinae, họ Erebidae.